# Stina Gardell (simmare)
Stina Gardell, född 28 mars 1990 i Enskede, är en svensk simmare.

## Meriter
- Europamästerskapen i simsport 2010 Rom
  - 200 m medley: 17:e
  - 400 m medley: 11:a

- Världsmästerskapen i simsport 2011 Shanghai
  - 200 m medley: 19:e
  - 400 m medley: 16:e

- Europamästerskapen i simsport 2012 Debrecen
  - 400 m medley: 4:a
  - 200 m medley: 5:a

- Olympiska spelen 2012 London
  - 400 m medley: 14:e
  - 200 m medley: 20:e

- Världsmästerskapen i simsport 2013, Barcelona
  - 200 m medley: 16:e
  - 400 m medley: 17:e

- Europamästerskapen i simsport 2014, Berlin
  - 200 m medley: 6:a
  - 400 m medley: 7:a
  - 4x200 m frisim: 2:a